# 藤川まゆ
藤川 まゆ（ふじかわ まゆ）は、競技麻雀のプロ雀士。麻将連合所属（ツアー選手）。

## 経歴・人物
- 2010年に日本プロ麻雀連盟に入会するも2013年に退会。
- アイドルグループ「バクステ外神田一丁目」のメンバーとして活動、グループ卒業後再び麻雀プロとしての夢を諦めきれず2019年に麻将連合に入会した。
- パイレーツトレジャーハントの練習会の際、麻将連合でU-NEXT Piratesの小林剛から「よくしゃべるゴミカス」って言われて以降、自身のXのアカウントによくしゃべるゴミカスと書いた。
- 2025年4月6日、四神降臨2025女流王座決定戦にて優勝。

## 獲得タイトル
- 将妃（第11期・第14期）